# Money - Intrigo in nove mosse
Money - Intrigo in nove mosse (Money) è un film drammatico del 1991 diretto da Steven Hilliard Stern.

## Trama
Frank Cimballi è un giovane ricco che rivendica la sua eredità e finisce per scoprire che gli è stata sottratta dagli ex soci in affari di suo padre. Viaggiando per il mondo alla ricerca dei ladri che lo hanno derubato di milioni, Frank individua il socio gravemente malato di suo padre Will Scarlet, che ammette il suo ruolo nel crimine e accetta di aiutarlo nel rintracciare il resto degli uomini sulla sua lista.